# Thomas Robinson (2. baron Grantham)
Thomas Robinson, 2. baron Grantham, (ur. 30 listopada 1738 w Wiedniu, zm. 20 lipca 1786) – brytyjski arystokrata, dyplomata i polityk. Jego ojcem był Thomas Robinson, 1. baron Grantham, również dyplomata.
Robinson urodził się w Wiedniu, gdzie jego ojciec był z misją dyplomatyczną. Kształcił się w Westminster School i w Christ's College na Uniwersytecie Cambridge. W roku 1761 wszedł do parlamentu z okręgu Christchurch, a w 1770 r. odziedziczył tytuł parowski ojca i zasiadł w Izbie Lordów. Został również członkiem Tajnej Rady. W 1770 r. został na krótko wiceszambelanem Dworu Królewskiego.
W 1771 r. został wysłany jako ambasador do Hiszpanii, gdzie pozostał, aż do wybuchu wojny między obu państwami w 1779 r. W latach 1780–1782 Grantham był pierwszym lordem handlu, a od lipca 1782 do kwietnia 1783 r. ministrem spraw zagranicznych w gabinecie lorda Shelburne'a.
Zmarł 20 lipca 1786 r. Jego majątek odziedziczyli: Thomas Philip, późniejszy 2. hrabia de Grey, i Frederick John, późniejszy wicehrabia Goderich i 1. hrabia Ripon.